# Züntersbach
Züntersbach ist ein Ortsteil der Gemeinde Sinntal im hessischen Main-Kinzig-Kreis.

## Geographische Lage
Züntersbach liegt auf einer Höhe von etwa 360 m über NN an der Grenze von Spessart und Rhön, 15 km südöstlich von Schlüchtern. Im Süden und Osten grenzt das hessische Dorf an die Landesgrenze zu Bayern, genauer an den Landkreis Bad Kissingen. Den Ort durchfließt der Schluppbach, ein rechter Nebenfluss der Breiten Sinn, der das Dorf in zwei Hälften teilt. Eingerahmt wird der Ort von den beiden Gipfeln der Berge Haag und Stiftes im Nordwesten sowie des Fondsberges im Süden und des Volkersbergs im Nordosten.
Als westlichster Teil der Brückenauer Kuppenrhön gehört Züntersbach als östlichstes Dorf des Main-Kinzig-Kreises geographisch nicht, wie der Großteil des Landkreises, zum Spessart, sondern zur Rhön.

## Geschichte

### Mittelalter
Züntersbach, ursprünglich Königsgut, liegt in einem Gebiet, das Graf Hessi erwarb, und wird erstmals als Ziuncilesbah in pago Salagewe (Züntersbach im Saalgau) um 900 erwähnt, als es dem Kloster Fulda geschenkt wurde. Dieses gab das Dorf an seine Filiale, das Kloster Schlüchtern, weiter, dem es 1167 gehörte. In erhaltenen späteren Urkunden wurde der Ort unter folgenden Namen erwähnt (in Klammern das Jahr der Erwähnung): Zuncilesbah (911), Zonzelsbach (1167), Scintilspach (1306), Zontersbach (1374), Suntirspach (1384), Zinzilsbach (1392–1394), Zünkelsbach (1460) und Zuntersbach (1549).
Im Jahre 1306 kam es zur Teilung des Orts in eine Fuldaer und eine Hanauer Hälfte. Ulrich von Steckelberg verkaufte die Hälfte des Dorfes seinem Bruder, dem Propst des Klosters Petersberg bei Fulda. Das Dorf wurde dabei real geteilt. Seitdem besaß dieses Kloster die Hälfte des Dorfes links des Schluppbachs. Die Hälfte des Dorfes rechts des Schluppbachs gehörte zum Gericht Altengronau, das 1333 als Reichslehen aus einer Erbschaft vom Haus Rieneck an die Herrschaft Hanau kam. Aus dem Gericht entstand im 15. Jahrhundert das Amt Schwarzenfels der Grafschaft Hanau, ab 1459 der  Grafschaft Hanau-Münzenberg.

### Neuzeit

#### Die Hanauer Hälfte
1643 wurde das Amt Schwarzenfels – und damit auch die Hanauer Hälfte von Züntersbach – als Pfand zusammen mit anderen Sicherheiten der Landgrafschaft Hessen-Kassel übergeben. Es sollte für die Rückzahlung Hanauer Schulden bürgen, die im Zusammenhang mit der Befreiung der Stadt Hanau von der Belagerung durch kaiserliche Truppen im Dreißigjährigen Krieg 1636 gegenüber Hessen-Kassel entstanden waren. Den Grafen von Hanau gelang es nicht mehr, dieses Pfand von Hessen-Kassel zu lösen. Das Amt wurde in der Folgezeit wie landgräfliches Eigentum verwaltet, auch nachdem Hessen-Kassel 1736, nach dem Tod des letzten Hanauer Grafen, Johann Reinhard III., die gesamte Grafschaft Hanau-Münzenberg erbte.

#### Vereinigung
Die Teilung des Dorfes überstand sogar die Gebietsarrondierungen in napoleonischer Zeit: Die Fuldaer Hälfte kam 1816 an das Königreich Bayern, die hessische Hälfte verblieb beim Kurfürstentum Hessen, das 1815 aus der Landgrafschaft Hessen-Kassel entstanden war. Erst 1863 wurde bei einem Gebietsaustausch zwischen beiden Staaten die bayerische Hälfte an Kurhessen abgetreten.
Im Kurfürstentum gehörte Züntersbach nach der Verwaltungsreform des Kurfürstentums Hessen von 1821, durch die Kurhessen in vier Provinzen und 22 Kreise eingeteilt wurde, zum Kreis Schlüchtern.

### Hessische Gebietsreform (1970–1977)
Die Gemeinde Züntersbach behielt bei der Schaffung des Main-Kinzig-Kreises und der Gemeinde Sinntal im Rahmen der Gebietsreform in Hessen am 1. Juli 1974 zunächst ihre Selbstständigkeit, da die Hessische Landesregierung einer sachgerechten, grenzüberschreitenden Neugliederung des Grenzgebietes nicht vorgreifen wollte. Es war damals beabsichtigt, die Gemeinde Züntersbach in die bayerische Stadt Bad Brückenau einzugliedern. Erst als diese Pläne zur Änderung der Staatsgrenze aufgegeben wurden, wurde die Gemeinde zum 1. Januar 1977 in die neue Gemeinde Sinntal eingemeindet.

### Wirtschaftsgeschichte
Am östlichen Ausgang des Ortes stand die Obere Mühle. Weiter gab es die Alte Mühle, die 500 Meter südöstlich von Züntersbach lag. Sie wurde 1940 stillgelegt. 1970 wurden die Mühlenanlagen durch ein Unwetter zerstört. Beide Mühlen wurden von aus dem Schluppbach abgeleiteten Betriebsgräben gespeist.

### Verwaltungsgeschichte im Überblick
Die folgende Liste zeigt die Staaten und Verwaltungseinheiten, denen Züntersbach angehört(e):
Rechts des Schluppbachs
- vor 1643: Heiliges Römisches Reich, Grafschaft Hanau-Münzenberg, Amt Schwarzenfels
- ab 1643: Heiliges Römisches Reich, Landgrafschaft Hessen-Kassel (als Pfand), Grafschaft Hanau-Münzenberg, Amt Schwarzenfels
- ab 1803: Heiliges Römisches Reich, Landgrafschaft Hessen-Kassel, Fürstentum Hanau, Amt Schwarzenfels[Anm. 1]
- 1806–1810: Kaiserreich Frankreich,[Anm. 2] Fürstentum Hanau, Amt Schwarzenfels (Militärverwaltung)
- 1810–1813: Großherzogtum Frankfurt, Departement Hanau, Distrikt Schwarzenfels
- ab 1815: Kurfürstentum Hessen, Fürstentum Hanau, Amt Schwarzenfels[6]
- ab 1821/22: Kurfürstentum Hessen, Provinz Hanau, Kreis Schlüchtern[7][Anm. 3]
- ab 1848: Kurfürstentum Hessen, Bezirk Hanau
- ab 1851: Kurfürstentum Hessen, Provinz Hanau, Kreis Schlüchtern

Links des Schluppbachs
- vor 1704: Heiliges Römisches Reich, Hochstift Fulda
- ab 1734: Heiliges Römisches Reich, Hochstift Fulda, Amt Salmünster
- ab 1803: Heiliges Römisches Reich, Fürstentum Nassau-Oranien-Fulda, Amt Salmünster[Anm. 4]
- 1806–1810: Kaiserreich Frankreich, Fürstentum Hanau, Amt Salmünster (Militärverwaltung)
- 1810–1813: Großherzogtum Frankfurt, Departement Fulda, Distrikt Brückenau
- 1815–1863: Königreich Bayern, Amt Brückenau

Gemeinsame Geschichte
- ab 1863: Kurfürstentum Hessen, Provinz Hanau, Kreis Schlüchtern
- ab 1867: Königreich Preußen,[Anm. 5] Provinz Hessen-Nassau, Regierungsbezirk Kassel, Kreis Schlüchtern
- ab 1871: Deutsches Reich, Königreich Preußen, Provinz Hessen-Nassau, Regierungsbezirk Kassel, Kreis Schlüchtern
- ab 1918: Deutsches Reich, Freistaat Preußen, Provinz Hessen-Nassau, Regierungsbezirk Kassel, Kreis Schlüchtern
- ab 1944: Deutsches Reich, Freistaat Preußen, Provinz Nassau, Landkreis Schlüchtern
- ab 1945: Deutsches Reich, Amerikanische Besatzungszone,[Anm. 6] Groß-Hessen, Regierungsbezirk Wiesbaden, Landkreis Schlüchtern
- ab 1946: Deutsches Reich, Amerikanische Besatzungszone, Hessen, Regierungsbezirk Wiesbaden, Landkreis Schlüchtern
- ab 1949: Bundesrepublik Deutschland, Hessen, Regierungsbezirk Kassel, Landkreis Schlüchtern
- ab 1968: Bundesrepublik Deutschland, Hessen, Regierungsbezirk Darmstadt, Landkreis Schlüchtern
- ab 1974: Bundesrepublik Deutschland, Hessen, Regierungsbezirk Darmstadt, Main-Kinzig-Kreis
- ab 1977: Bundesrepublik Deutschland, Hessen, Regierungsbezirk Darmstadt, Main-Kinzig-Kreis, Gemeinde Sinntal

## Bevölkerung

### Einwohnerstruktur 2011
Nach den Erhebungen des Zensus 2011 lebten am Stichtag dem 9. Mai 2011 in Züntersbach 600 Einwohner. Darunter waren 6 (1,0 %) Ausländer.
Nach dem Lebensalter waren 108 Einwohner unter 18 Jahren, 225 zwischen 18 und 49, 129 zwischen 50 und 64 und 138 Einwohner waren älter. Die Einwohner lebten in 267 Haushalten. Davon waren 78 Singlehaushalte, 66 Paare ohne Kinder und 99 Paare mit Kindern, sowie 18 Alleinerziehende und 6 Wohngemeinschaften. In 63 Haushalten lebten ausschließlich Senioren und in 162 Haushaltungen lebten keine Senioren.

### Einwohnerentwicklung
| Quelle: Historisches Ortslexikon |                                      |
| • 1549:                          | 18 Haushaltungen (hanauische Hälfte) |
| • 1587:                          | 12 Schützen und 7 Spießer            |
| • 1812:                          | 41 Feuerstellen, 309 Seelen          |

| Züntersbach: Einwohnerzahlen von 1812 bis 2020 | Züntersbach: Einwohnerzahlen von 1812 bis 2020 | Züntersbach: Einwohnerzahlen von 1812 bis 2020 | Züntersbach: Einwohnerzahlen von 1812 bis 2020 | Züntersbach: Einwohnerzahlen von 1812 bis 2020 |
| --- | ---------------------------------------------- | ---------------------------------------------- | ---------------------------------------------- | ---------------------------------------------- |
| Jahr |                                                |                                                |                                                | Einwohner                                      |
| 1812 | 1812                                           |                                                | 309                                            | 309                                            |
| 1834 | 1834                                           |                                                | 704                                            | 704                                            |
| 1840 | 1840                                           |                                                | 719                                            | 719                                            |
| 1846 | 1846                                           |                                                | 722                                            | 722                                            |
| 1852 | 1852                                           |                                                | 694                                            | 694                                            |
| 1858 | 1858                                           |                                                | 662                                            | 662                                            |
| 1864 | 1864                                           |                                                | 648                                            | 648                                            |
| 1871 | 1871                                           |                                                | 620                                            | 620                                            |
| 1875 | 1875                                           |                                                | 500                                            | 500                                            |
| 1885 | 1885                                           |                                                | 585                                            | 585                                            |
| 1895 | 1895                                           |                                                | 566                                            | 566                                            |
| 1905 | 1905                                           |                                                | 523                                            | 523                                            |
| 1910 | 1910                                           |                                                | 556                                            | 556                                            |
| 1925 | 1925                                           |                                                | 516                                            | 516                                            |
| 1939 | 1939                                           |                                                | 551                                            | 551                                            |
| 1946 | 1946                                           |                                                | 815                                            | 815                                            |
| 1950 | 1950                                           |                                                | 769                                            | 769                                            |
| 1956 | 1956                                           |                                                | 625                                            | 625                                            |
| 1961 | 1961                                           |                                                | 586                                            | 586                                            |
| 1967 | 1967                                           |                                                | 617                                            | 617                                            |
| 1970 | 1970                                           |                                                | 647                                            | 647                                            |
| 1979 | 1979                                           |                                                | 752                                            | 752                                            |
| 1990 | 1990                                           |                                                | 797                                            | 797                                            |
| 1995 | 1995                                           |                                                | 748                                            | 748                                            |
| 2000 | 2000                                           |                                                | 740                                            | 740                                            |
| 2005 | 2005                                           |                                                | 716                                            | 716                                            |
| 2010 | 2010                                           |                                                | 692                                            | 692                                            |
| 2015 | 2015                                           |                                                | 654                                            | 654                                            |
| 2020 | 2020                                           |                                                | 653                                            | 653                                            |
| Datenquelle: Historisches Gemeindeverzeichnis für Hessen: Die Bevölkerung der Gemeinden 1834 bis 1967. Wiesbaden: Hessisches Statistisches Landesamt, 1968. Weitere Quellen: LAGIS; nach 1970: Gemeinde Sinntal; Zensus 2011 |                                                |                                                |                                                |                                                |

## Religion
Die Kirche des Dorfes gehörte 1167 zum Kloster Schlüchtern und der Pfarrei Ramholz. Die politische Teilung des Ortes 1303 bedeutete auch, dass die Fuldaer Hälfte des Dorfes nach der Reformation römisch-katholisch blieb, während die Grafschaft Hanau-Münzenberg in der Mitte des 16. Jahrhunderts die Reformation annahm, was nach dem Grundsatz „cuius regio, eius religio“ bedeutete, dass die Hanauer Hälfte des Dorfes zunächst lutherisch, 1597 reformiert wurde. 1602 gehörte die Hanauer Hälfte zur Pfarrei Mottgers, danach zur Pfarrei Oberzell. In Züntersbach befinden sich heute eine evangelische und eine römisch-katholische Kirche.
In Züntersbach gab es seit Jahrhunderten auch eine lebendige Jüdische Gemeinde. Eine Synagoge, einen Jüdischen Geistlichen mit Wohnhaus, ein Jüdisches Bad (heute ein kleiner Fischteich in privatem Besitz), sowie einen Jüdischen Schlachtplatz an dem nach Jüdischem Ritus geschlachtet wurde.
Historische Religionszugehörigkeit
| • 1885: | 280 evangelische (= 47,86 %), 250 katholische (= 42,74 %), 55 jüdische (= 9,40 %) Einwohner |
| • 1961: | 280 evangelische (= 47,78 %), 306 katholische (= 52,22 %) Einwohner                         |

## Wirtschaft und Infrastruktur

### Wirtschaftsstruktur
Züntersbach ist stark von Landwirtschaft geprägt, aber auch ein staatlicher Luftkurort mit jährlich 10.000 Übernachtungen.

### Öffentliche Einrichtungen
Züntersbach besitzt eine Zwergschule, welche temporär geschlossen ist, weil es nicht genügend Schüler gibt. Alle vier Jahrgangsstufen werden in einer Klasse unterrichtet. Daneben existiert auch ein Kindergarten im Ort.

### Verkehr
Züntersbach ist über die Landesstraßen 3141 und 3180 mit den Nachbarorten Oberzell, Schwarzenfels und Bad Brückenau verbunden.

## Persönlichkeiten
- Salomon Marx (1873–1942), jüdischer Kaufmann und Möbelhändler aus Augsburg, hier geboren